# طلاق
الطلاق (يعرف أيضًا باسم فسخ الزواج) هو عملية إنهاء العلاقة الزوجية أو الارتباط الزوجي. عادة ما يستلزم الطلاق إلغاء أو إعادة تنظيم الواجبات والمسؤوليات القانونية للزواج وبالتالي فسخ روابط الزواج بين الزوجين بموجب القانون في بلد أو دولة معينة. تختلف قوانين الطلاق بشكل كبير في جميع أنحاء العالم، ولكن في معظم البلدان يتطلب الطلاق تدخل محكمة أو سلطة أخرى في الإجراءات القانونية والتي قد تنطوي على قضايا توزيع الممتلكات وحضانة الأطفال والنفقة وزيارة الأطفال / أو الوصول إليهم والوقت المخصص للأب / الأم لرؤية الأطفال وتقديم الدعم الطفل وتقسيم المصاريف. في معظم البلدان هناك قانون يلزم الأفراد بالزواج الأحادي لذا فإن الطلاق بحسب هذا القانون يسمح لكل شريك سابق بالزواج من شخص آخر.
الدول الوحيدة التي لا تسمح بالطلاق هي الفلبين ومدينة الفاتيكان. في الفلبين لا يعتبر طلاق الفلبينيين غير المسلمين أمرًا قانونيًا إلا إذا كان الزوج أو الزوجة مهاجرًا غير شرعي ويستوفي شروطًا معينة، أما مدينة الفاتيكان فهي دولة كنسية ليس لديها إجراءات للطلاق. البلدان التي أقرت الطلاق مؤخرًا نسبيًا هي إيطاليا (1970)، البرتغال (1975 على الرغم من أنه من عام 1910 إلى عام 1940 كان ذلك ممكنًا للزواج المدني والديني)، البرازيل (1977)، إسبانيا (1981)، الأرجنتين (1987)، باراغواي (1991)، كولومبيا (1991؛ من 1976 كان مسموحًا به فقط لغير الكاثوليك)، أندورا (1995)، أيرلندا (1996)، تشيلي (2004) ومالطا (2011).
يتم الطلاق عادة باتفاق الطرفين أو بإرادة أحدهما، وهو موجود لدى العديد من ثقافات العالم لكنه غير موجود لدى أتباع الكنيسة الكاثوليكية وتعتبر أشهر قضية طلاق في التاريخ عندما طلب هنري الثامن ملك إنجلترا الطلاق من كاثرين أراغون عام 1534 لكن البابا رفض ترخيص طلاقه مما أدى إلى تأسيس الكنيسة الأنجليكانية.

## نظرة عامة
تختلف أسباب الطلاق بشكل كبير من بلد إلى آخر. قد يُنظر إلى الزواج على أنه عقد أو وضع قانوني إجتماعي أو مزيج منهما. عندما يُنظر إلى الزواج على أنه عقد، فإن رفض أحد الزوجين أو عدم قدرته على أداء الالتزامات المنصوص عليها في العقد قد يشكل سببًا لكي يطلب الطرف الآخر الطلاق. في المقابل في بعض البلدان (مثل السويد وفنلندا وأستراليا ونيوزيلندا) هناك ما يسمى (بالطلاق من دون خطأ)، وهذا يعني أنه لا يهم ما هي الأسباب وراء رغبة الأفراد / الزوجين في الانفصال، إذ يمكن للأزواج الانفصال بإرادتهم الحرة دون الحاجة لكي يثبت أحد الأطراف خطأ الطرف الآخر أو تقصيره. تقدم العديد من السلطات القضائية في عدة بلدان كلًا من خيار الطلاق بدون خطأ وكذلك الطلاق بسبب الخطأ، وهذا هو الحال على سبيل المثال في العديد من الولايات الأمريكية أو في جمهورية التشيك.
على الرغم من اختلاف قوانين الطلاق بين السلطات القضائية في الدول إلا أن هناك طريقتين أساسيتين للطلاق: الطلاق من دون خطأ أو الطلاق بخطأ، ومع ذلك في بعض السلطات القضائية التي لا تتطلب من أحد الأطراف ادعاء خطأ من شريكه، قد تظل المحكمة تأخذ في الاعتبار سلوك الأزواج عند تقسيم الممتلكات والديون وتقييم الأمور المتعلقة بالحضانة والرعاية المشتركة والدعم للأطفال. في بعض الدول قد تجبر السلطات القضائية أحد الزوجين على دفع أتعاب محامي الطرف الآخر.
كما تختلف أيضا القوانين فيما يتعلق بالفترة الزمنية التي بعد انقضائها يصبح الطلاق نافذًا، أيضا تختلف متطلبات الإقامة أو السكن، ومع ذلك عادة ما يتم تحديد قضايا تقسيم الملكية بموجب قانون السلطات القضائية التي توجد فيها الممتلكات. في أوروبا تختلف قوانين الطلاق من بلد إلى آخر، مما يعكس اختلاف التقاليد القانونية والثقافية. في بعض البلدان خصوصًا (وليس فقط) البلدان الشيوعية السابقة لا يمكن طلب الطلاق إلا على أساس عام واحد هو "انهيار الزواج الذي لا رجعة فيه" (أو بصيغة مماثلة).ومع ذلك ، فإن ما يشكل "انهيارًا" للزواج يختلف تعريفه اختلافًا كبيرًا من بلد إلى آخر، فيتراوح من التفسيرات الليبرالية المتساهلة للغاية (على سبيل المثال في هولندا)  إلى التفسبرات شديدة التقييد (على سبيل المثال في بولندا يجب أن يكون هناك تفكك كامل وغير قابل للإصلاح لـ الحياة الزوجية "، ولكن هناك العديد من القيود على منح الطلاق).
يشكل الانفصال أساسًا للطلاق في بعض البلدان الأوروبية (في ألمانيا على سبيل المثال يُمنح الطلاق إذا انفصل الزوجين عن بعضهما لمدة عام واحد بشرط موافقة كلا الزوجين على الطلاق، أو إذا وقع انفصال لمدة 3 سنوات فيمنح الطلاق إذا وافق أحد الزوجين فقط). الانفصال لا يعني بالضرورة أن يعيش الزوجين في مساكن منفصلة، في بعض القوانين القضائية يعرف الانفصال بأنه العيش في نفس المنزل ولكن بحياة منفصلة (على سبيل المثال لا يتشارك الزوجان في الأكل والنوم والتنشئة الاجتماعية وما إلى ذلك)، وهو مذكور صراحة على سبيل المثال في قوانين الأسرة في لاتفيا أو جمهورية التشيك.
قوانين الطلاق ليست ثابتة وغالبًا ما تتغير لتعكس تطور الأعراف الاجتماعية للمجتمعات. في القرن الحادي والعشرين أجرت العديد من الدول الأوروبية تغييرات على قوانين الطلاق الخاصة بها لا سيما عن طريق تقليص فترات الانفصال الضرورية، على سبيل المثال اسكتلندا في عام 2006 (أصبحت فترة الإنفصال عام أو عامين بدلًا من عامين أو خمسة أعوام في السابق) ؛ فرنسا في 2005 (سنتان من بدلًا من ست سنوات)، سويسرا في 2005 (سنتان بدلًا من أربع سنوات)، اليونان في 2008 (سنتان بدلًا أربع سنوات). أصلحت بعض البلدان قوانين الطلاق الخاصة بها بالكامل مثل إسبانيا عام 2005 والبرتغال في عام 2008. كما دخل قانون طلاق جديد حيز التنفيذ في سبتمبر عام 2007 في بلجيكا مما أدى إلى تبني قانون (الطلاق من دون خطأ).
أيضا عدلت بلغاريا لوائح الطلاق الخاصة بها في عام 2009، وفي إيطاليا أيضًا دخلت قوانين جديدة حيز التنفيذ في عامي 2014 و 2015 مع تغييرات كبيرة في القانون الإيطالي فيما يتعلق بالطلاق، فبصرف النظر عن تقليل فترة الانفصال الإجباري (6 أشهر لحالات الطلاق غير المتنازع عليها وعام بالنسبة للمتنازع عليها مقارنة بثلاث أعوام سابقا) يُسمح القانون الإيطالي بأشكال أخرى لطب الطلاق كبديل عن إجراءات المحكمة، على سبيل المثال المفاوضات بمشاركة محامي أو اتفاق تم إجراؤه أمام مسجل مكتب السجل العام. على النقيض من ذلك تعتبر النمسا البلد الأوروبي الوحيد الذي لا يزال قانون الطلاق فيه متحفظًا.
لا يخلو تحرير (تخفيف قيود) قوانين الطلاق من معارضة لا سيما في الولايات المتحدة. في الواقع تضغط بعض المنظمات المحافظة والدينية في الولايات المتحدة من أجل تبني قوانين تقيد الطلاق. في عام 2011 تأسس في في الولايات المتحدة الائتلاف من أجل إصلاح الطلاق [الإنجليزية] واصفًا نفسه بأنه منظمة مكرسة لدعم الجهود المبذولة للحد من الطلاق غير الضروري وتعزيز الزيجات الصحية. أسست السلطة التعليمية للكنيسة الكاثوليكية الرومانية مفهوم الزواج على القانون الأخلاقي الطبيعي الذي وضعه القديس توما الأكويني مكملًا بالقانون الإلهي الموحى به. كما استوحت الكنيسة الأرثوذكسية الشرقية بعضًا من هذه القوانين من عقيدة الملفان عبر التاريخ.

## أسباب الطلاق
أبرز أسباب الطلاق حسب إستبيان أجري في المملكة المتحدة (بريطانيا) كان:
1. الخيانة الزوجية (الزنا) 27%
2. العنف ضد النساء 17%
3. أزمة منتصف العمر 13%
4. الإدمان على الكحول وغيره 6%
5. إدمان العمل 6%

وفي إستبيان آخر في الولايات المتحدة لم يشمل السبب الأساسي بل كان للمشاركين أن يختاروا أكثر من سبب، كان أكثر المسببات هو انعدام الالتزام في العلاقة بنسبة 73% ويليه كثرة الجدل والخيانة بنسبة 56% ثم 55% على التوالي. أما في البلاد العربية فبحسب الباحث محمد رضا بجامعة عين شمس يعد تدخل الأهل سبباً مهماً للطلاق في جمهورية مصر العربية ذات المعدل العالي في نسب الطلاق (يقارب 170 ألف حالة طلاق في عام 2014) وكذلك الخيانة الزوجية، والجفاف العاطفي ، وعدم الإنجاب ، والإدمان. مع ذلك يعد الطلاق بالنسبة للكثير من النساء ضرورياً بسبب العنف والخيانة الزوجية وأي سبب قد يجعل من الواضح أن انهاء العلاقة الزوجية سيكون أفضل للطرفين والأطفال؛ ولكن هناك عراقيل بوجه القيام بتلك الخطوة عند الحاجة إليها؛ تتمثل في أسباب كثيرة مثل الخوف ونظرة المجتمع.

## الطلاق في الأديان

### في الإسلام
شرع الإسلام الطلاق وجعله في أضيق الحدود، وفي حالة استحالة العشرة بين الزوجين، وبما لا تستقيم معه الحياة الزوجية، والحقيقة أن الإسلام كره الطلاق ونفَّر منه إذ يقول النبي محمد: ما أحل الله شيئاً أبغض إليه من الطلاق، يعتبر الإسلام الحياة الزوجية لها قدسية خاصة لابد من احترامها، وأن هدمها ليس بالأمر السهل، فهي ميثاق غليظ ينبغي عدم نقضه بسهولة، يذكر القرآن في سورة النساء في الآية 21: ﴿وَكَيْفَ تَأْخُذُونَهُ وَقَدْ أَفْضَى بَعْضُكُمْ إِلَى بَعْضٍ وَأَخَذْنَ مِنْكُمْ مِيثَاقًا غَلِيظًا ۝٢١﴾ [النساء:21].

### في المسيحية
في الديانة المسيحية لا يجوز الطلاق إلا لعلة الزنى وفقًا لما ورد في إنجيل متى الأصحاح الخامس الآية رقم 31-32 «وقيل من طلق امرأته فليعطها كتاب طلاق وأما أنا فأقول لكم إن من طلق امرأته إلا لعلّة الزنى يجعلها تزني ومن يتزوج مطلقة فإنه يزني».
تاريخيًا كانت القوانين الغربية تمنع الطلاق ولم يتغير ذلك الا مع بداية فصل الدين عن الدولة واستحداث الزواج المدني. في القرن العشرين بدأت الدول ذات الغالبية الكاثوليكية في تشريع الطلاق قانونيًا منها إيطاليا (1970)، البرتغال (1975)، البرازيل (1977)، إسبانيا (1981)، الأرجنتين (1987)، جمهورية إيرلندا (1996)، التشيلي (2004) وكانت مالطا اخر الدول في العالم الغربي التي تمنع الطلاق وذلك حتى عام 2011. اليوم تبيح كافة الدول ذات الغالبية المسيحية الطلاق بإستثناء الفلبين والفاتيكان.